# Grip Digital
Grip Digital (también conocido como Grip Games) es una compañía de entretenimiento dedicada en desarrollar y publicar videojuegos, con sede en Praga, República Checa.

## Historia
El estudio fue establecido por Jakub Mikyska y Jan Cabuk. El estudio se enfocó para videojuegos para la consola PlayStation Portable, eventualmente movida a la PlayStation 3 y Vita. Algunos empleados de Grip Digital trabajaron en estudios como 2K Czech y Disney Mobile.

## Trabajos
| Año  | Videojuego                                | Género                              | Plataformas                                   | Rol de estudio           | Notas                                                                      | Ref(s)        |
| ---- | ----------------------------------------- | ----------------------------------- | --------------------------------------------- | ------------------------ | -------------------------------------------------------------------------- | ------------- |
| 2009 | The Impossible Game                       | Arcade, plataformas                 | PS3, PS Vita, PSP, Xbox 360, PC, iOS, Android | Publicado                | Desarrollado por FlukeDude                                                 | [ 3 ] [ 4 ]   |
| 2010 | 5-in-1 Arcade Hits                        | Multigénero                         | PS3, PS Vita, PSP                             | Desarrollado             | Compilación de videojuegos                                                 | [ 5 ] [ 6 ]   |
| 2010 | Blimp: The Flying Adventures              | Arcade                              | PSP, PS3                                      | Publicado                | Desarrollado por Craneballs Studio                                         | [ 7 ] [ 8 ]   |
| 2011 | One Epic Game                             | Acción, arcade                      | PS3, PS Vita, PSP, iOS                        | Desarrollado             | Videojuego parodia                                                         | [ 9 ] [ 10 ]  |
| 2011 | MiniSquadron                              | Disparos, arcade                    | PS3, PS Vita, PSP, iOS, Android               | Publicado                | Desarrollado por Supermono                                                 | [ 11 ] [ 12 ] |
| 2012 | Foosball 2012                             | Arcade                              | PS3, PS Vita                                  | Publicado                | Videojuego de deportes                                                     | [ 1 ] [ 13 ]  |
| 2013 | Atomic Ninjas                             | Arcade, acción                      | PS3, PS Vita                                  | Desarrollado             | Videojuego multijugador                                                    | [ 14 ] [ 15 ] |
| 2014 | Jet Car Stunts                            | Carreras                            | PC, PS3, PS Vita, Xbox 360                    | Desarrollado             | 'Remake' del videojuego original                                           | [ 16 ] [ 17 ] |
| 2015 | Unmechanical: Extended                    | Arcade                              | PS3, PS4, Xbox One                            | Desarrollado             | Versión extendida del videojuego original                                  | [ 18 ]        |
| 2015 | Tower of Guns                             | Disparos en primera persona, acción | PS3, PS4, Xbox One                            | Publicado y desarrollado | Codesarrollado por Terrible Posture Games                                  | [ 19 ] [ 20 ] |
| 2015 | Q.U.B.E: Director's Cut                   | Puzle                               | PS3, PS4, Xbox One, Wii U                     | Portado a consolas       | Desarrollado por Toxic Games                                               | [ 21 ]        |
| 2016 | McDroid                                   | Defensa de torres                   | PS4, Xbox One                                 | Portado a consolas       | Desarrollado por Elefantopia                                               | [ 22 ] [ 23 ] |
| 2016 | The Solus Project                         | Acción y aventura                   | PC, Xbox One                                  | Desarrollado             | Codesarrollado por Teotl Studios                                           | [ 24 ] [ 25 ] |
| 2017 | Skylar & Plux: Adventure on Clover Island | 3D, plataformas                     | PC, PS4, Xbox One                             | Publicado y desarrollado | Codesarrollado por Right Nice Games                                        | [ 26 ] [ 27 ] |
| 2018 | Mothergunship                             | Disparos en primera persona         | PC, PS4, Xbox One                             | Desarrollado             | Codesarrollado por Terrible Posture Games                                  | [ 28 ] [ 29 ] |
| 2018 | Subnautica                                | Horror de supervivencia             | PS4, Xbox One                                 | Portado a consolas       | Desarrollado por Unknown Worlds Entertainment. Co-portado por Panic Button | [ 30 ] [ 31 ] |